# Візит Івана Павла II в Україну

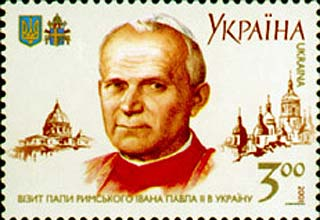
Поштова марка України, присвячена події

Візит Івана Павла II в Україну — державний візит Глави Держави Ватикан Папи Римського Івана Павла ІІ в Україну на запрошення українського уряду і католицьких ієрархів, відбувся 23—27 червня 2001 року, 94-й міжнародний візит Папи Івана Павла ІІ.
Метою візиту була підтримка католиків у їхній вірі і допомога в налагодженні дружніх відносин між конфесіями в Україні. Згідно з програмою візиту, Іван Павло ІІ відвідав Київ та Львів.
Папу Римського прийняв Президент України Леонід  Кучма, який взяв також участь у церемоніях зустрічі та проводів Понтифіка, та в літургіях у Києві та Львові. Папа Римський також провів зустрічі з представниками політичних, ділових та культурних кіл України, учасниками засідання Всеукраїнської Ради Церков (окрім УПЦ МП).
Папа Римський схилив коліна на Аскольдовій могилі (на вшанування пам'яті Аскольда — першого київського князя-християнина), поклав квіти до могили Невідомого солдата на Пагорбі Слави у Києві, до Меморіалів жертвам у Биківні, у Бабиному Яру. Під час перебування Папи Римського у Києві у різних заходах взяло участь понад 200 тис., у Львові — понад 2 млн прочан, а також Понтифіка радо вітали вздовж усіх маршрутів слідування.
Папа Римський відслужив у Києві (на спорткомплексі «Чайка») та Львові (на іподромі) чотири служби (дві у латинському і дві у візантійському обряді), на месах були присутні понад 1,6 млн. прочан. Під час візиту він виголосив 11 проповідей і промов. Його промови характеризувалися винятковою виваженістю та доброзичливістю. Проповіді були виголошені українською мовою.
Понтифік позитивно оцінив внесок України у забезпечення миру та стабільності в Європі та регіоні.